# مسیحی جادویی (فیلم)
مسیحی جادویی (به انگلیسی: The Magic Christian) فیلمی محصول سال ۱۹۶۹ و به کارگردانی جوزف مکگراث است. در این فیلم بازیگرانی همچون رینگو استار، ریچارد اتنبرا، لئونارد فری، لارنس هاروی، کریستوفر لی، اسپیک میلیگان، راکل ولش، ویلفرید هاید-وایت، ایزابل جینز، کارولین بلکیستن، جون بنهام، فردی مین، گراهام استارک، رومن پولانسکی، ترنس الکساندر، کلایو دان، دنیس پرایس، دیوید هاچسون، هتی ژیکس و ادوارد آندرداون ایفای نقش کرده‌اند.